# Corrida do Ouro de Vitória

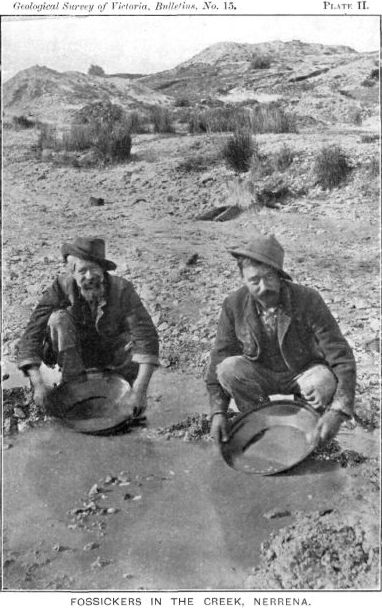
Fossickers de Nerrena em Nerrena Creek fora de Ballarat

A Corrida do Ouro Vitoriana foi um período na história do estado de Vitória, na Austrália, aproximadamente entre 1851 e o final da década de 1860. Isso levou a um período de extrema prosperidade para a colônia australiana e a um influxo de crescimento populacional e capital financeiro para Melbourne, que foi apelidada de "Marvellous Melbourne" (Maravilhosa Melbourne) como resultado da aquisição de riqueza.